# K1 (хмарочос)
K1 (перед тим Краковія Бізнес Центр, пол. Cracovia Business Center) — 20-ти поверховий хмарочос у Кракові (Польща), висотою близько 105 м. Найвища будівля міста (станом на початок 2015 року). Збудований за принципом „інтелектуальна будівля“.

## Історія
Історія будівлі починається у 1970-их роках. У 1972 почалося будівництво висотного будинку за проектом архітектора Януша Інгардена, який після введення в експлуатацію мав перейти у власність видавництва Робітничої Видавничої Спілки „Преса“ (пол. Robotniczej Spółdzielni Wydawniczej "Prasa"), від чого отримав спою першу назву RSW "Prasa". Будівництво, однак, завершене не було. Зведена будівля новаторської форми мала помаранчевий колір стін, оскільки скло, яке використовувалось для облицювання фасаду було вкрито тонким шаром золота.
У 1996-1998 роках будівля була добудована під керівництвом Кшиштофа Кєндри. Новий власник будівлі, шведська фірма Swede Center Ltd., мала намір демонтувати будівлю, а на її місці збудувати нову. Проте було прийнято інше рішення: верхні 4 поверхи було розібрано, а на їх місці було добудовано 5 нових, які сформували похилий дах. Скло у вікнах фасаду було замінене на нове, привезене з Люксембургу. Воно мало блакитний колір, що дало будинку нову неофіційну назву Błękitek.

## Використання
Після введення будівлі в експлуатацію в ній розмістилась штаб-квартира банку Bank Pekao SA.

## Нагороди
Модернізація бізнес-центру здобула перемогу у конкурсі під егідою маршала Малопольського воєводства "Будівля року 1998" в категоріях проектування та реалізації.